# San Giovanni Evangelista (Carlo Crivelli)
San Giovanni Evangelista è un dipinto a tempera e oro su tavola (28x15,5 cm) di Carlo Crivelli, databile al 1472 e conservato nella Pinacoteca del Castello Sforzesco di Milano. Faceva probabilmente parte del Polittico del 1472. 

## Storia
Il polittico, probabilmente in origine nella chiesa di San Domenico a Fermo, venne smembrato poco prima del 1834, e disperso sul mercato. Il San Giovanni Evangelista  si trovava col San Bartolomeo nella collezione Castelbarco e fu donato al Comune di Milano da Giuseppe Levis. L'attribuzione al Crivelli è pressoché unanime (Berenson, Rushforth, Borenius e successivi, con la sola esclusione di Geiger).
La ricostruita predella con altri quattro scomparti (Philadelphia, New Haven, Milano e Amsterdam) è assegnata al polittico del 1472 sebbene con qualche incertezza legata all'assenza di documentazione. 

## Descrizione e stile
Nel pannello centinato, che doveva essere nella metà sinistra, san Giovanni Evangelista è raffigurato in un gesto originale, quello di portarsi l'indice della mano destra sulle labbra e con lo sguardo abbassato, come se stesse concentrandosi per trovare l'ispirazione alla scrittura del Vangelo che tiene aperto davanti a sé con la sinistra, oppure come se stesse raccogliendo le idee per argomentare una conversazione col personaggio del pannello accanto. 
Varia è la sua fisionomia rispetto ad altri santi della predella, in questo caso giovanile, con lunghi capelli biondi che ricadono sulle spalle arricciandosi. Accentuata è, come in altre opere del Crivelli, l'espressività delle mani: quella che regge il libro ad esempio è leggermente più divaricata del normale. 